# Druga slovenska nogometna liga 2015/16
Druga slovenska nogometna liga 2015/16 bo 25. sezona drugega kakovostnega razreda klubskega nogometa v Sloveniji. V ligi bo sodelovalo 10 klubov. Sezona se bo začela v avgustu 2015 in končala v maju 2016. Vsaka ekipa bo odigrala 27 tekem. Aktualni prvak je ekipa NK Krško, ki je tudi napredovala v PrvoLigo.

## Sodelujoči klubi
NK Krško, ki je postal prvak v prejšnji sezoni, je napredoval v PrvoLigo. Zamenjala ga je ekipa NK Radomlje, ki je zasedla zadnje mesto v PrviLigi. Od 2.SNL sta se poslovili ekipi ND Dravinja in NK Šmartno 1928, ki sta zasedli zadnje dve mesti v prejšnji sezoni, tako da sta ju nadometili ekipi iz 3.SNL NK Kranj in NŠ Drava Ptuj.
| Ekipa            | Lokacija  | Stadion                | Kapaciteta1 |
| ---------------- | --------- | ---------------------- | ----------- |
| Aluminij         | Kidričevo | Športni park Kidričevo | 600         |
| Ankaran Hrvatini | Ankaran   | ŠRC Katarina           | 200         |
| Dob              | Dob       | Športni park Dob       | 400         |
| Drava Ptuj       | Ptuj      | Mestni stadion Ptuj    | 2,207       |
| Radomlje         | Radomlje  | Športni park Radomlje  | 700         |
| Šenčur           | Šenčur    | Športni park Šenčur    | 540         |
| Tolmin           | Tolmin    | Športni park Brajda    | 250         |
| Triglav          | Kranj     | Stadion Stanko Mlakar  | 2,029       |
| Veržej           | Veržej    | Stadion Čistina        | 800         |
| Zarica           | Kranj     | Športni park Zarica    | 1,000       |

 1 Samo kapaciteta sedežev. Nekateri stadioni imajo tudi stojišča. 

## Lestvica
| Poz. | Ekipa            | Tekme | Zmage | Remi | Porazi | Dani goli | Prejeti goli | +/- | Točke | Opombe                  |
| ---- | ---------------- | ----- | ----- | ---- | ------ | --------- | ------------ | --- | ----- | ----------------------- |
| 1    | Aluminij         | 0     | 0     | 0    | 0      | 0         | 0            | 0   | 0     | napredovanje v PrvoLigo |
| 2    | Ankaran Hrvatini | 0     | 0     | 0    | 0      | 0         | 0            | 0   | 0     | tekma za napredovanje   |
| 3    | Dob              | 0     | 0     | 0    | 0      | 0         | 0            | 0   | 0     |                         |
| 4    | Drava Ptuj       | 0     | 0     | 0    | 0      | 0         | 0            | 0   | 0     |                         |
| 5    | Radomlje         | 0     | 0     | 0    | 0      | 0         | 0            | 0   | 0     |                         |
| 6    | Šenčur           | 0     | 0     | 0    | 0      | 0         | 0            | 0   | 0     |                         |
| 7    | Tolmin           | 0     | 0     | 0    | 0      | 0         | 0            | 0   | 0     |                         |
| 8    | Triglav          | 0     | 0     | 0    | 0      | 0         | 0            | 0   | 0     |                         |
| 9    | Veržej           | 0     | 0     | 0    | 0      | 0         | 0            | 0   | 0     | izpad v 3.SNL           |
| 10   | Zarica           | 0     | 0     | 0    | 0      | 0         | 0            | 0   | 0     | izpad v 3.SNL           |

## Povezave
- Uradna stan na NZS
- Slovenski nogometni portal